# Ingrid Pollard
Pour les articles homonymes, voir Pollard.
Ingrid Pollard MBE (née en 1953 en Guyana) est une artiste et photographe britannique. Son travail utilise la photographie de portrait et l’imagerie paysagère traditionnelle pour explorer les constructions sociales telles que l'appartenance à la Grande-Bretagne ou la différence raciale. Pollard est associé à Autograph, l'Association des photographes noirs. Elle vit et travaille à Londres.
Dans les années 1980, Pollard réalise une série de photographies de Noirs dans des paysages ruraux, intitulée Pastoral Interludes,. Les œuvres remettent en question la façon dont la culture anglaise place les Noirs dans les villes.

## Vie

### Enfance
Pollard est née à Georgetown, en Guyane, en 1953. Lorsqu'elle a trois ou quatre ans, sa famille émigre au Royaume-Uni, où son père vit déjà, et elle grandit à Londres. Elle raconte que, dans sa jeunesse, elle a une forte conscience des photos de famille : « Je ne me souviens pas de la première fois que j'ai pris une photo, mais j'ai grandi dans une maison où se trouvaient des albums de photos de famille et les histoires qui les accompagnaient. Mon père prenait beaucoup de photos pour nos albums et, plus tard, j'ai utilisé certaines de ces images dans mon propre travail »
« Je ne me souviens pas de la première fois que j'ai pris une photo, mais j'ai grandi dans une maison où se trouvaient des albums de photos de famille et les histoires qui les accompagnaient. Mon père prenait beaucoup de photos pour nos albums et, plus tard, j'ai utilisé certaines de ces images dans mon propre travail »

Pollard commence à faire ses propres photos en utilisant l'appareil de son père. Adolescente à la fin des années 1960, elle photographie des bois et des stations d'épuration dans la vallée de la Lea (en), à l'est de Londres, dans le cadre d'un projet scolaire de géographie.

### Débuts artistiques et parcours universitaire
En tant que jeune artiste, Pollard s'intéresse de plus en plus aux mouvements de libération concernant la race, le genre et la sexualité. Au début des années 1980, elle travaille au Lenthall Road Workshop, un collectif féministe de photographie et de sérigraphie situé dans le quartier Haggerston de Hackney, à l'est de Londres. Elle est l'un des vingt membres fondateurs d'Autograph ABP (Association of Black Photographers) en 1988.[réf. nécessaire]
Pollard obtient une licence en cinéma et vidéo au London College of Printing en 1988 et, entre 1986 et 1993, travaille dans l'équipe technique d'un petit nombre de projets cinématographiques. Sa photographie est reconnue dans une édition d'enquête du magazine Ten.8 (en) de Birmingham. Elle complète ensuite une maîtrise en études photographiques à l'université de Derby en 1995. Elle obtient un doctorat par publication par l'université de Westminster en 2016.

### Carrière
De 2005 à 2007, elle est commissaire de Tradewinds2007, un projet d'exposition en résidence internationale avec une exposition au Museum of London Docklands (en). Elle participe à des expositions collectives à la Hayward Gallery et au Victoria & Albert Museum.
Pollard travaille comme artiste en résidence dans un certain nombre d'organisations, notamment Lee Valley Park Authority, Londres (1994), Cumbria National Park (1998), Wysing Arts Centre (en), Cambridge (2000), Chenderit School (en), Oxfordshire (2008) et Croydon Collège (2011). Elle occupe également de nombreux postes d'enseignante et est actuellement chargée de cours en photographie à l'Université de Kingston. Pollard est membre du groupe de recherche Mapping Spectral Traces. En 2016, elle reçoit une bourse honoraire de la Royal Photographic Society. En 2018, elle est la première boursière associée Stuart Hall à l'Université du Sussex.
Elle photographie avec des méthodes analogiques mais également alternatifs.

## Travail en séries photographiques
Dans les années 1980, Pollard commence à attirer l'attention sur ses séries photographiques, en particulier celles qui explorent la présence des Noirs dans le paysage anglais, notamment Pastoral Interlude (1987-1988), Seaside Series (1989), Wordsworth's Heritage (1992) et Self Evident (1995). Dans ces séries, elle travaille avec des matériaux qui évoquent des notions de patrimoine ou jouent sur des sentiments nostalgiques associés au paysage national : la carte postale souvenir, la poésie de William Wordsworth et les photographies teintées à la main. Elle place souvent des textes et des citations à côté de ses images pour suggérer un cadre politique à son travail photographique. Le développement de telles formes permet à Pollard de remettre en question la perception de la campagne comme étant principalement habitée et visitée par des Blancs, ainsi que l'hypothèse connexe selon laquelle les britanniques noirs n'existent dans la conscience populaire qu'en milieu urbain.

Ces stéréotypes raciaux spécifiques de l'Angleterre rurale sont décrits dans la légende de la première image de Pastoral Interlude :  
« … c'est comme si l'expérience noire n'était vécue que dans un environnement urbain : Je pensais aimer le Lake District où j'errais, solitaire, comme un visage noir dans une mer de blanc. Une visite à la campagne s'accompagne toujours d'un sentiment de malaise, d'effroi… »

De 2005 à 2008, Pollard s'est engagé dans un projet de recherche sur le "Black Boy", un nom qui autrefois utilisé pour certains pubs en Angleterre. Ce projet donne lieu à la publication du livre de Pollard, Hidden in Public Place (1994) et à une exposition personnelle, Spectre of the Black Boy (Kingsway Gallery, Goldsmiths University of London, 2009).

## Honneurs, récompenses et reconnaissance
- 2016 : Bourse honoraire de la Royal Photographic Society[18].

- 2018 : Stuart Hall Associate Fellow à l'université du Sussex[9].

- 2022 : Nomination pour le Turner Prize[19].

- 2023 : Nomination comme membre de l'ordre de l'Empire britannique (MBE) lors des honneurs du Nouvel An 2023 pour services rendus à l'art.[réf. nécessaire]

### Publications de Pollard
- Hidden Histories: Heritage Stories. 1994, avec un essai par Lola Young et une interview avec Liz Wells. Catalogue de l'exposition.
- Near and Far. 2001, avec un essai par Susan Trangmar, catalogue de l'exposition.
- Postcard Home. Chris Boot et Autograph ABP, 2004.
- Hidden in Public Place. Occasional Papers series. London South Bank University, 2008. Une introduction par Andrew Dewdney.
- Regarding the Frame. Visual Arts in Rural Communities, 2013, avec un essai de Carole McKay, catalogue de l'exposition

### Publications avec la contribution de Pollard
- Passion, Maud Sulter éditions. Urban Fox, 1990.
- Stolen Glances, édité par Tessa Boffin and Jean Fraser. Pandora Press/Harper Collins, 1991.  (ISBN 0-04-440707-6).
- New Geographies of Race and Racism, edited by Caroline Bressey and Claire Dyer. Ashgate, 2009.

## Collections
Le travail de Pollard est conservé dans les collections publiques suivantes :
- Conseil des Arts d'Angleterre (en)[20]
- Musée Victoria et Albert[21]
- Tate[22]